# Campusradio Jena
Das Campusradio Jena (CRJ) ist ein Studentenradio, das von den Studierenden der Friedrich-Schiller-Universität Jena und der Ernst-Abbe-Hochschule Jena betrieben wird.

## Geschichte
Die erste Sendung des Campus-Radios wurde am 3. Dezember 2002 ausgestrahlt. Während in der Anfangszeit vor allem das Probieren – im Rahmen des damaligen Offenen Kanals Jena (OKJ) – im Mittelpunkt stand, hat sich über die Jahre ein klares Sendekonzept mit festen Themen und variablen Schwerpunkten entwickelt.

## Sendezeit & Profil
Das Campusradio sendet über die Frequenz von Radio OKJ auf UKW 103,4, sowie über den eigenen Internetstream. Montags bis freitags von 8.00 bis 11.00 Uhr, sowie als Wiederholung oder Late Night von 22.00 bis 24.00 Uhr. Über Radio OKJ kann das Campusradio Jena bis zu 120.000 Hörer in Jena und Ostthüringen erreichen.
Das CRJ setzt seinen Sendeschwerpunkt auf Themen rund um das Studium und Jena, kombiniert mit Unterhaltung und Musik. Neben den täglichen Punkten wie Wetter und Veranstaltungstipps werden immer wieder aktuelle Beiträge zu den Themen studentisches Leben, Bildung, Politik und Kultur behandelt.

## Struktur
Als Radio von Studenten für Studenten wird das Campusradio Jena aus den Semesterbeiträgen für die Studierendenschaft durch die Studierendenräte (StuRa) der EAH Jena und der FSU Jena finanziert. Über das Programm und die finanziellen Mittel wacht der Chefredakteur, der den Posten für ein Jahr innehat. Da dieser Posten als Gremienarbeit anerkannt wird, kann die Amtszeit als Chefredakteur als Grund für die Verlängerung der Studienzeit bei der Berechnung von Langzeitstudiengebühren berücksichtigt oder für Urlaubssemester angegeben werden. Der Chefredakteur ist damit der einzige Mitarbeiter des Campusradios Jena, der dieser Tätigkeit als Angestellter des StuRa nachgeht. Sämtliche andere Mitarbeiter ehrenamtlich tätige Studenten der EAH und FSU.
Dem Campusradio stehen im Jahr knapp 10.000 Euro zur Verfügung (ohne Technik/Festival).
Die Redaktion teilt sich in zwei Bereiche: auf der einen Seite die Redakteure, die die aktuellen Themen recherchieren und dazu Beiträge produzieren, sowie die Musikredaktion, die für die musikalische Untermalung zuständig ist.
Zur Förderung seines Campusradios ist der StuRa der FSU Jena Mitglied des OKJ.

## Dies & Das
Das Maskottchen des CRJ ist eine schwarze Eule und symbolisiert sowohl die idealisierten Macher als auch Hörer des CRJ mit ihren zwei primären Charakteristika – Wissend und Nachts lange wach seiend.
Das CRJ wurde von Studenten der FH Jena (heute Ernst-Abbe-Hochschule Jena) gegründet, weshalb das Sendestudio bis heute auf dem EAH-Campus liegt. Das CRJ ist das einzige Programm des OKJ, das über ein eigenes Sendestudio verfügt.
Seit 2010 veranstaltet das Campusradio Jena ein eigenes kleines Festival mit verschiedenen kulturellen Veranstaltungen, wie Lesungen und Konzerte. Es trägt den Namen „Eulenfreunde Festival“ und findet zu Jahresbeginn statt.
Die Moderatoren treten regelmäßig als DJs im „Studentenclub Rosenkeller“ zur Veranstaltung "Tanztee" auf. Mit „Boavista Deportivo Campusradio“ stellt das Campusradio Jena einen eigenen Fußballverein in der Uni Liga Jena.